# Herb gminy Jerzmanowa
Herb gminy Jerzmanowa – symbol gminy Jerzmanowa.

## Wygląd i symbolika
Herb przedstawia na tarczy w polu błękitnym czerwoną wieżę z trzema cieniami, a nad nią postać czarnego orła ze srebrną przepaską na piersiach. W środku wieży umieszczono złotą tarczę z czarną stylizowaną literą „J”, nawiązującą do nazwy gminy. 